# Иванов, Андрей Вячеславович (актёр)

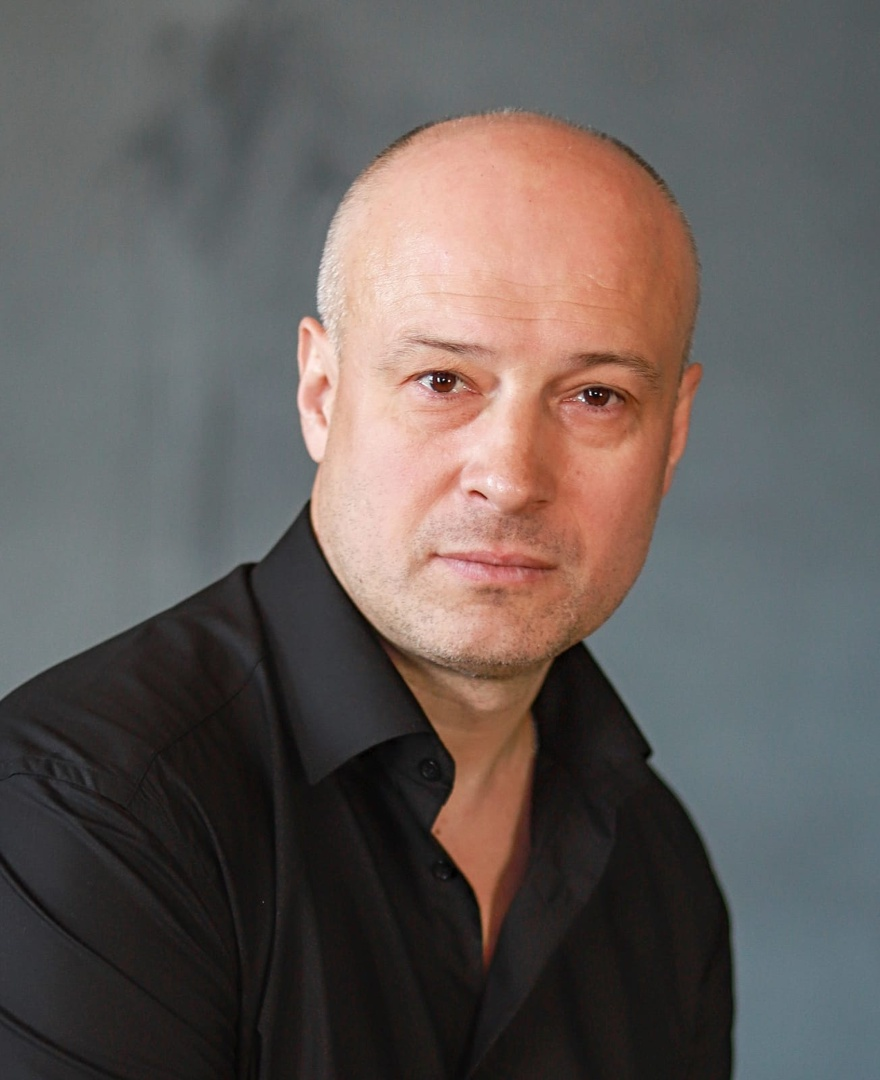
Андрей Вячеславович Иванов в 2022 году

Андрей Вячеславович Иванов (род. 31 мая 1974) — актёр театра, кино и телевидения. Заслуженный артист России (2019). Голос радиостанции "Business FM" и телеканала "Россия".

## Биография
Родился 31 мая 1974 года в Калинине.
С 1994 года — актёр Тверского ТЮЗа.
Закончил Ярославский государственный театральный институт в 2001 году. С марта по август 2001 года играл в Ярославском академическом театре им. Ф. Волкова.
С 2010 года — официальный голос телеканала "Россия".
Женат, воспитывает сына.

## Театральные работы
- Заяц — «Красная Шапочка» Е. Шварц
- Трубадур — «Трубадур и его друзья» Г. Гладков, В. Ливанов, Ю. Энтин
- Скрудж Макдак — «Проделки Шапокляк» Л. Лелянова
- Принц — «Русалочка» Х. К. Андерсен
- Раскольников — «Преступление и наказание» Ф. Достоевский
- Волк — «Братец Кролик и другие…» В. Лымарев
- Принц — «Белоснежка и семь гномов» Л. Устинов, О. Табаков
- Муаррон, Круази — «Кабала святош» М. Булгаков
- Бандит — «Трёхгрошовая опера» Б. Брехт
- Солдат — «Елена Премудрая» М. Бартенев
- Джонатан — «Папа, папа, бедный папа…» А. Копит
- Человек — «Прыгучий мышонок» И. Иванов
- Рисположенский — «Свои люди — сочтёмся» А. Островский
- Незнайка — «Приключения Незнайки и его друзей» В. Кириллов
- Орест — «Электра» Ж. Жироду
- Бык — «Клочки по закоулочкам» Г. Остер
- Васька Пепел — «На дне» М. Горький
- Герострат — «…Забыть Герострата!» Г. Горин
- Акела, вожак стаи — «Маугли» Р. Киплинг
- Риелтор Юрик — «Культурный слой» В. и М. Дурненковы
- Джек Воробей — «Питер Пэн» Дж. Барри
- Митрофанушка — «Недоросль» Д. Фонвизин
- Джордж Милтон — «О мышах и людях» Дж. Стейнбек
- Кавалер Лампетти — «Человек и джентльмен» Э. Де Филиппо
- Иван Дементьевич Краснощёков — «Саня, Ваня, с ними Римас» В. Гуркин
- Кот Матвей — «Чудеса под Новый год» И. Свободная
- Тартюф — «Тартюф» Ж. Б. Мольер
- Мефистофель, Фауст в теле Мефистофеля — «Фауст» И. В. Гёте

## Фильмография
- 2021 — Криминальный доктор — Максим Абрамов
- 2020 — Последний срок — киллер
- 2020 — Чужая стая — Виктор Андреевич Мальцев, начальник службы безопасности Крутакова
- 2019 — Ростов — «Рябой», бандит
- 2014 — Улыбка пересмешника — Туканов, начальник охраны
- 2014 — Физрук
- 2014 — Господа-товарищи (серии № 5 и № 6 «Неуловимый») — Яков Кошельков
- 2014 — Верь мне (телесериал) — спонсор
- 2013 — Мать-и-мачеха (в производстве) — Игорь
- 2013 — Лёд — тренер
- 2012 — Чемпионки (телесериал) — Григорий Александрович Чумаков
- 2010 — Такая же, как и не ты (короткометражный) — Рудольф
- 2009 — Люди Шпака — наркоторговец
- 2009 — История лётчика — первый пилот
- 2009 — Ножницы (короткометражный) — директор
- 2008—2009 — Ранетки — Максим Агеев
- 2008 — Северный ветер (Украина) — Бабашкин
- 2008 — Ранняя оттепель (короткометражный) — отец Женьки
- 2007 — Солдаты 13 — Хребтов
- 2006—2007 — Кадетство — учитель информатики Сергей Викторович Курсоренко (Курсор)
- 2006 — Бес в ребро или Великолепная четверка — Сергей
- 2005 — Частный детектив — Ренат
- 2005 — Не хлебом единым — эпизод
- 2004 — Курсанты — эпизод
- 2004 — Дорогая Маша Березина — Толик
- 2004 — Дети Арбата — эпизод
- 2003—2009 — Адвокат — следователь
- 2003 — Свободная женщина-2 — оперативник

## Призы и награды
- Лауреат премии губернатора Тверской области в сфере культуры и искусства 1-й степени в номинации «За достижения в театральном искусстве», категория «Актёрская работа» — за роль Герострата в спектакле «Забыть Герострата» (2007)[3].
- 2017 — номинация на премию «Золотая маска» в категории «Лучшая мужская драматическая роль»[4].